# 吉田龍夫
吉田龍夫，本名相同，別名：吉田竜夫（1932年3月6日—1977年9月5日），日本昭和時期活躍的男性漫畫家、動畫原作者。
動畫公司龍之子製作公司（以下簡稱龍之子）的創立人和第1代社長。出身於京都府京都市。

## 經歷
- 1932年3月6日在京都府京都市出生。二戰期間父母都在戰爭中死去。
吉田龍夫是龍之子公司創業經營者家族「吉田三兄弟」的長男。弟弟吉田健二（日语：吉田健二）（別名：丸山健二）為動畫製作人、龍之子的第2代社長與第1代會長。二弟吉田豐治（筆名：九里一平）為漫畫家、動畫製作人及龍之子的第3代社長。
吉田龍夫（以下簡稱吉田）有4個女兒，長女吉田鈴香為設計師、插畫家。次女中野千尋（日语：中野ちひろ）為龍之子所屬的剪輯技師。三女吉田滿（日语：吉田みちる）是現在動畫製作公司Production I.G的職員，另外從事歌手時藝名「MIRChee（みるちぃ）」，長男剛一是前夫石川光久（Production I.G創立人之一及社長）的兒子。
戰後，吉田前往東京發展之前，曾經在家鄉當地的一家報社上班，同時還自己學畫畫，1954年左右以插畫家、繪物語（日语：絵物語）作家的身份活動。其後才轉向投入漫畫執筆。
- 1955年，負責梶原一騎原作漫畫《鐵腕力也》的作畫成為吉田當漫畫家的出道作。
- 1962年，吉田與弟弟健二、豐治共3人一起建立動畫製作公司「龍之子製作公司」。並就任龍之子的第1代社長。
龍之子成立之後，吉田逐年停止漫畫的創作，而改專注投入動畫的製作。然後以製作的身份生產過許多部自家動畫名作。還有，他曾經跟天野嘉孝一起負責過角色設計的工作。
- 1971年，《小蜜蜂》入圍第17回小學館漫畫獎。
- 1977年9月5日，吉田因肝癌去世。享年45歳。
死後，吉田的名字也在自己的遺作《小雙俠 (1977年版)》、《棒球少年貫太（日语：一発貫太くん）》及《彩雲仙子》（風船少女テンプルちゃん）等，動畫播出的最終回工作人員表中的製作職稱列出。
還有，吉田在生前因為具有吸引力的獨特經營方式，所以即使在他去世多年之後，仍有許多龍之子出身的人才輩出。
- 2005年，獲頒「作出日本動畫的20人（日语：日本のアニメを作った20人）」特別功勞者獎（由長女吉田鈴香代替父親領獎）。

## 逸事
- 「我想給（想讓）世界上的孩子們（有）一個夢想」當初原本是吉田龍夫的口頭禪，卻也成為公司將來的經營方針[1]。
- 吉田本身是個相當關心小孩的人，即使把自己的小孩置身在工作室到處跑動，他也從來不會感到不安、好像在打擾他一樣。相反的，吉田他有時候會試圖從孩子們的塗鴉中找出靈感，因此曾經有在看了小孩的素描本之後與製作團隊討論說「不能使用嗎？」一事。後來，吉田的長女鈴香（日语：吉田すずか）卻選擇跟她的爸爸和叔叔一樣當漫畫家的路。1977年，吉田跟肝癌博鬥期間，長女鈴香也剛好是在這一年出道，這對臨終前的吉田來說卻是讓他覺得相當喜悅的事情[1]。
- 吉田死後，原本龍之子公司是要交由弟弟健二（日语：吉田健二）（1977年－1987年＝社長，1995年以後＝會長）與二弟豐治（1987年以後＝社長）他們2人繼承，但龍之子因為後來被大型玩具製造廠商TAKARA（今已合併改名為TAKARATOMY）收購成為旗下子公司，所以2人選擇一起在2005年7月辭去龍之子的社長。

## 主要作品

### 漫畫
- 鐵腕力也（原作：梶原一騎）
- 冠軍太（日语：チャンピオン太）（原作：梶原一騎）
- 無段（原作：梶原一騎）
- 少年摔角王
- 宇宙王牌（日语：宇宙エース）（龍之子的第一部動畫）
- 超级巨人
- 王牌飛行員（《馬赫GoGoGo》的前身，之後成為龍之子動畫的名作之一）
- 少年忍者部隊月光（後來以《忍者部隊月光》作為標題播出電視劇版）
- 馬赫三四郎（擔任此作的構成，弟弟九里一平的作品）
- 紅三四郎（日语：紅三四郎）

### 動畫（吉田龍夫原作改編作品）
- 宇宙王牌（日语：宇宙エース）
- 馬赫GoGoGo
- 噴嚏大魔王
- 昆蟲物語 孤兒哈奇（日语：昆虫物語 みなしごハッチ）
- 科學小飛俠系列
- 再造人卡辛
- 無敵破裏拳（日语：破裏拳ポリマー）

另外，至1977年以前播出的龍之子作品中，所有的作品不是經由吉田龍夫的原作改編，而是一開始都由吉田他親手包辦（擔任製作）。

## 助手
- 望月三起也（日语：望月三起也）
- 辻直樹（日语：辻なおき）
- 小山春夫（日语：小山春夫）
- 內山守（日语：内山まもる）
- 森藤嘉宏（日语：森藤よしひろ）

## 腳註

### 資料來源
1. 1 2  來自雜誌《女性自身》2012年8月21·28日合併號記事『歡迎來到龍之子世界』吉田鈴香的專訪。

## 相關項目
- 吉田鈴香－吉田龍夫的長女，龍之子製作公司所屬設計師、插畫家。
- 京都府出身人物列表（日语：京都府出身の人物一覧）

| 前任： - | 龍之子製作公司社長 第一代：1962年－1977年 | 繼任： 吉田健二 |